# Santi Quirico e Giulitta (titre cardinalice)
Le titre cardinalice de Santi Quirico e Giulitta est érigé par le pape Sixte V le 13 avril 1587 et rattaché à l'église  Santi Quirico e Giulitta qui se trouve dans le rione de Monti à Rome.
Il se substitue à celui de San Ciriaco alle Terme, supprimé la même année.

## Titulaires
| - Alessandro Ottaviano de' Medici (1587-1591), futur pape Léon XI - Francesco Maria del Monte (1591-1592) - Lucio Sassi (1593-1604) - Marcello Lante della Rovere (1606-1628) - Gregorio Naro (1629-1634) - Angelo Giori (1643-1662) - Lorenzo Raggi (1664-1679) - Galeazzo Marescotti (1681-1700) - Vacant (1700-1710) - Fulvio Astalli (1710) - Michelangelo Conti (1711-1721), futur pape Innocent XIII - Henri-Pons de Thiard de Bissy (1721-1730) - Troiano Acquaviva d'Aragona (1732-1733) - Domenico Riviera (ou Rivera) (1733-1741) - Luca Melchiore Tempi (1755-1756) - Giuseppe Alessandro Furietti (1759-1764) - Vacant (1764-1817) - Antonio Lante Montefeltro Della Rovere (1817) - Vacant (1817-1829) - Giovanni Antonio Benvenuti (1829-1838) - Gabriele Ferretti (1839-1853) - Juraj Haulík Váralyai (1857-1869) - Miguel Payá y Rico (1877-1891) - Giuseppe Maria Graniello (1893-1896) - Salvador Casañas y Pagés (1896-1908) - Vacant (1908-1916) - Tommaso Pio Boggiani (1916-1929) - Vacant (1929-1958) - Paul Richaud (1958-1968) - Vacant (1968-2007) - Seán Baptist Brady (2007-) |